# Puyo Puyo BOX
Puyo Puyo BOX (яп. ぷよぷよBOX Пуёпуё Боккусу) — шестая по счёту компьютерная игра серии Puyo Puyo, выполненная в жанрах бэндл и головоломка. Выпуск состоялся 21 декабря 2000 года в Японии на игровую консоль PlayStation. В эту игру входят все персонажи из прошедших игр серии Puyo Puyo, вышедших в 1992—1999 годах, а некоторые из них перестали появляться.

## Игровой процесс
Puyo Puyo BOX имеет множество режимов игры, доступных пользователю. Здесь размещены версии Puyo Puyo и Puyo Puyo Tsu для Sega Mega Drive, а также режим квестов в стиле Madō Monogatari, в котором игрок играет в роли Арле и сражается против участников другого состава в матчах Puyo Puyo. В нём также есть режим очистки сцены, в котором игроку приходится сталкиваться с 10, 20 или 30 противниками, а также два многопользовательских режима, в которые можно играть либо с другими игроками, либо с заменителями ИИ.
Для самого режима квестов он позволяет игроку настраивать арсенал таким образом, чтобы усилить Арле с помощью обоюдоострого эффекта меча. Например, игрок мог удалить Кольца Пуйо, чтобы усилить свою атаку за счет неспособности увидеть следующие фигуры, а количество полученного опыта и выигранного золота было связано с тем, как была забита большая цепь и как быстро противник был побежден.
Ключевым моментом в игровом процессе Puyo Puyo BOX является то, что игрок может выбрать набор правил из Puyo Puyo, Puyo Puyo Tsu (с противодействием), Puyo Puyo SUN (с противодействием и SUN Puyos, сбрасываемых после каждого счетчика) и Puyo Puyo~n (с противодействием и специальным калибром, с выбранным количеством спецпредложений, которые игрок может выбрать до начала игры). Это может эффективно привести к сражениям четырёх игроков, где каждый игрок играет с независимыми или смешанными правилами. Игра также позволяет проводить командные баталии.

## Факты
- В этой игре несколько персонажей ушли из игры навсегда, такие как Цукия Поудс — одноножка и Зомби. Несмотря на это, они продолжают появляться в виде камео
- Сначала эту игру планировалось выпустить на Sega Saturn, но в связи с коммерческим провалом игра была выпущена на PlayStation.
- Это последняя игра серии Puyo Puyo, изданная Compile.